# Зимницкая волость (Жиздринский уезд)
Зимницкая волость — административно-территориальная единица в составе Жиздринского уезда Калужской (с 1920 — Брянской) губернии.
Административный центр — село Зимницы.

## История
Зимницкая волость образована в 1797 году по императорскому указу, согласно которому «селения казенных крестьян, в смежности состоящие, для местного их управления совокупляются в волости». Волость включала казенные сёла и деревни северной части Жиздринского уезда, в основном — бывшие владения Жиздринского Донского, Дорогошанского Троицкого и Брянского Свинского Новопечерского монастырей. Население волости оценивалось примерно в 3 тыс. человек.
В 1848 в Зимницкую волость входило 27 деревень с общим числом дворов 1665 и населением 11788 человек обоего пола.
После административной реформы 1861 границы Зимницкой волости изменились, она уменьшилась в размерах. Из неё исключили отдаленные населенные пункты и добавили соседние бывшие помещичьи села и деревни.
В 1880 году в Зимницкой волости насчитывалось 15 сельских организаций, 17 общин, 15 селений, 1263 двора, 6918 жителей обоего пола. Земельные угодья составляли 16330 десятин, в том числе пахотные — 10459.
В 1896 году население достигло 8288 человек, в 1913 — 11 737, в 1920 — 5070.
В 1920 году волость в составе Жиздринского уезда передали в Брянскую область. В 1926 году Зимницкая волость была присоединена к Маклаковской волости, которая в свою очередь была упразднена в 1929 году, с введением районного деления. Большая часть территории бывшей Зимницкой волости вошла в состав Думиничского района

## Административное деление
В 1925 году Зимницкая волость включала в себя следующие сельсоветы: Будский (Буда-Монастырская), Буканьский, Ермолаевский (Широковка), Запрудновский, Зимницкий, Каменский, Космачевский, Котовичский, Печковский, Слободский.
В состав волости входили следующие населённые пункты:
- деревня Андреевские Палики
- деревня Буда
- деревня Ведровка (Клестовка)
- деревня Высокое
- деревня Дмитровка (Ольховка)
- деревня Ермолаевка (Шираковка)
- село Зимницы (Драгошань)
- деревня Каменка
- деревня Кожановка
- деревня Котовичи
- деревня Пузановка
- деревня Пустынка
- деревня Пыренка
- деревня Славянка
- деревня Слободка
- деревня Холелевка (Сусулевка)